# Microtus oeconomus
Microtus oeconomus је сисар из реда глодара и породице хрчкова (лат. Cricetidae).

## Распрострањење
Врста је присутна у Аустрији, Белорусији, Естонији, Казахстану, Канади, Литванији, Мађарској, Монголији, Немачкој, Норвешкој, Пољској, Русији, Сједињеним Америчким Државама, Словачкој, Украјини, Финској, Холандији, Чешкој и Шведској.

## Станиште
Врста Microtus oeconomus има станиште на копну.

## Угроженост
Ова врста није угрожена, и наведена је као последња брига јер има широко распрострањење.

### Популациони тренд
Популација ове врсте је стабилна, судећи по доступним подацима.